# Cheirinia
Cheirinia là chi thực vật có hoa trong họ Cải.